# Ruth Dunning
Ruth Dunning (Prestatyn, 17 de maio de 1911 - Londres, 27 de fevereiro de 1983) foi uma atriz galesa. Em 1962 ela foi premiada com o BAFTA de Melhor Atriz em Televisão por seu trabalho no seriado Armchair Theatre.

## Filmografia parcial
- Save a Little Sunshine (1938) - Miss Dickson
- The Woman in the Hall (1947) - Shirley Dennison
- Intimate Relations (1953) - Leonie
- The Weak and the Wicked (1954) - Prison Matron
- Man of the Moment (1955) - Gladys Grove (sem créditos)
- It's a Great Day (1955) - Gladys Grove
- Urge to Kill (1960) - Auntie B
- And Women Shall Weep (1960) - Mrs. Lumsden
- Dangerous Afternoon (1961) - Miss Letty Frost
- The Three Lives of Thomasina (1963) - Mother Stirling
- Undermind (1965) (ep: 'Waves of Sound') - Dr.Margaret Whittaker
- Hoffman (1970) - Mrs. Mitchell
- The House in Nightmare Park (1973) - Agnes Henderson
- The Black Panther (1977) - Mãe de Lesley

## Vida pessoal
Dunning foi casada com o ator Jack Allen.  Ela morreu em 1983, aos 71 anos, em Londres.